# Brücken in München

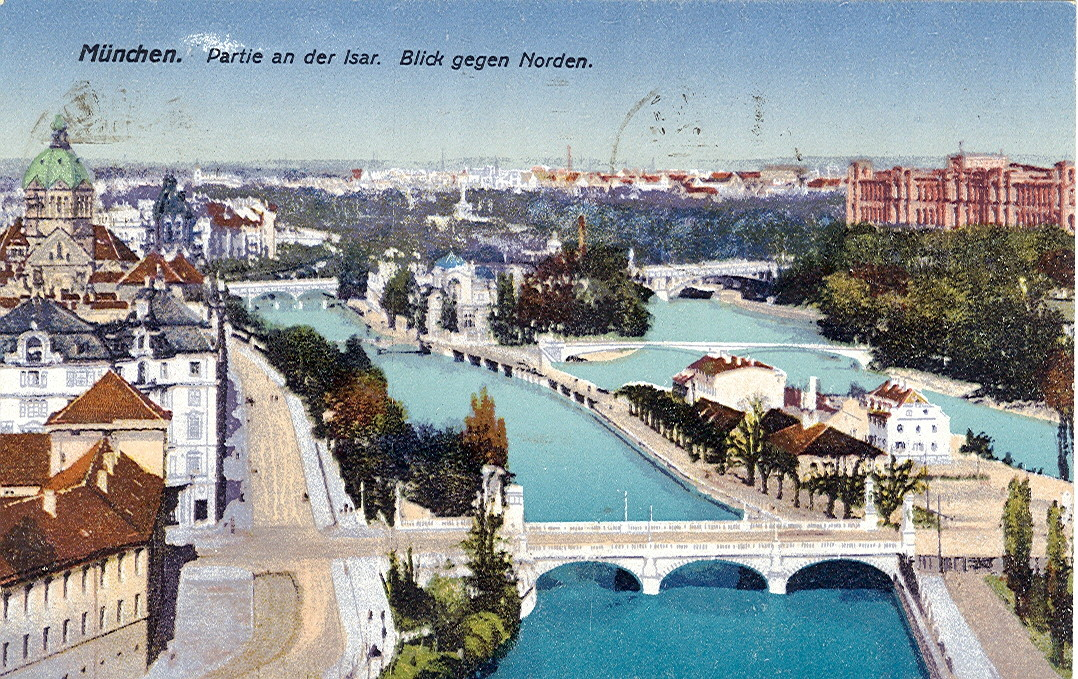
Postkarte von München 1918 mit Isarbrücken

In der bayerischen Landeshauptstadt München gibt es mehr als 1000 Brücken. Besonders bekannt und für das Stadtbild prägend sind die Brücken über die Isar und über die breite Eisenbahntrasse des Münchner Hauptbahnhofs. Andere dagegen sind im Straßenbild kaum zu erkennen, da sie über mittlerweile überwölbte oder stillgelegte und verfüllte Stadtbäche führen.

## Geschichte

### Mittelalter und Neuzeit
Die älteste bekannte Brücke auf heutigem Münchner Stadtgebiet war die Föhringer Brücke über die Isar, die sich vermutlich in der Nähe des heutigen Stauwehrs Oberföhring befand. Sie wird im Augsburger Schied von 1158 erwähnt, während unklar ist, ob damals bereits eine Isarbrücke bei der neu gegründeten Stadt München bestand. Eine solche ist erst 1180 urkundlich erwähnt und führte etwa an der Stelle der heutigen Ludwigsbrücke über den Fluss. Nach der Zerstörung der Föhringer Brücke durch Heinrich den Löwen blieb die Brücke bei München über Jahrhunderte die einzige befahrbare Isarbrücke zwischen Bad Tölz und Freising.
Im Mittelalter wurden zahlreiche Brücken über die Münchner Stadtbäche errichtet, die größtenteils kanalisierte Seitenarme der Isar waren. Vor den Stadttoren der inneren und äußeren Stadtmauer führten Brücken über die wassergefüllten Gräben. Gegen Ende des 15. Jahrhunderts listete das städtische Brückenverzeichnis 49 Brücken und 30 Stege auf, für deren Instandhaltung die Stadt zu sorgen hatte, worunter sich aber nur eine Steinbrücke befand. Brücken im Bereich des herzoglichen Hofes und auf privatem Gelände waren dabei nicht erfasst. In den folgenden Jahrhunderten änderte sich die Zahl der städtischen Brücken nur wenig, allerdings wurden immer mehr Holzbrücken durch Steinbrücken ersetzt, zunächst im 16. Jahrhundert die Brücken über die Stadtgräben vor den Toren, im 18. Jahrhundert auch die Isarbrücke. Dabei nutzte man eine an dieser Stelle entstandene und mittlerweile befestigte Kiesinsel, die heutige Museumsinsel, um anstelle einer durchgehenden Brücke zwei getrennte Brücken zu errichten. Die innere Brücke führte über den linken Isararm, die Große Isar, die äußere Brücke über den rechten Isararm, die Kleine Isar, und den Auer Mühlbach. Der Brückenteil über den Auer Mühlbach wurde auch Schwanenbrücke oder Schleifferbrücke genannt.

### 19. Jahrhundert

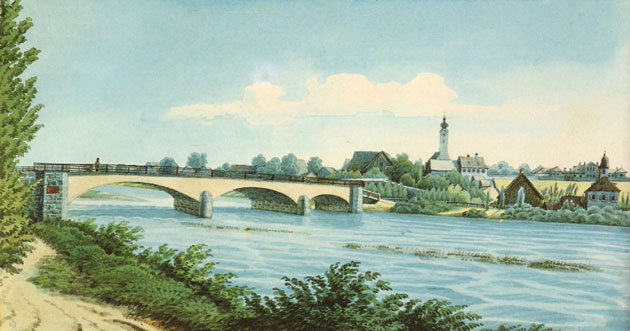
Bogenhausener Brücke 1812

1804 entstand als zweite Isarbrücke an der Stelle der heutigen Max-Joseph-Brücke bei Bogenhausen, das damals noch außerhalb des Stadtgebiets lag, eine hölzerne Straßenbrücke, die 1811 durch eine Holzbrücke mit gemauerten Pfeilern ersetzt wurde. Am 13. September 1813 stürzte bei einem Hochwasser ein Teil der Schwanenbrücke ein, was etwa 100 Menschen das Leben kostete. Zunächst als provisorische Notbrücke eingerichtet, entstand die äußere Isarbrücke von 1822 bis 1828 als Neubau wieder und wurde nun nach dem damaligen König Ludwig I. Ludwigsbrücke genannt. 1832 wurde als dritte Isarbrücke die Reichenbachbrücke als hölzerne Straßenbrücke errichtet. In dem Brückenverzeichnis von 1833 sind 162 Brücken für München und sein Umland verzeichnet, wobei dieses Verzeichnis sowohl städtische als auch staatliche Brücken enthält, aber nicht die auf der anderen Isarseite gelegene Vorstadt Au berücksichtigt, die erst 1854 eingemeindet wurde und in der aufgrund des Auer Mühlbachs und seiner zahlreichen Seitenarme ebenfalls viele Brücken lagen.

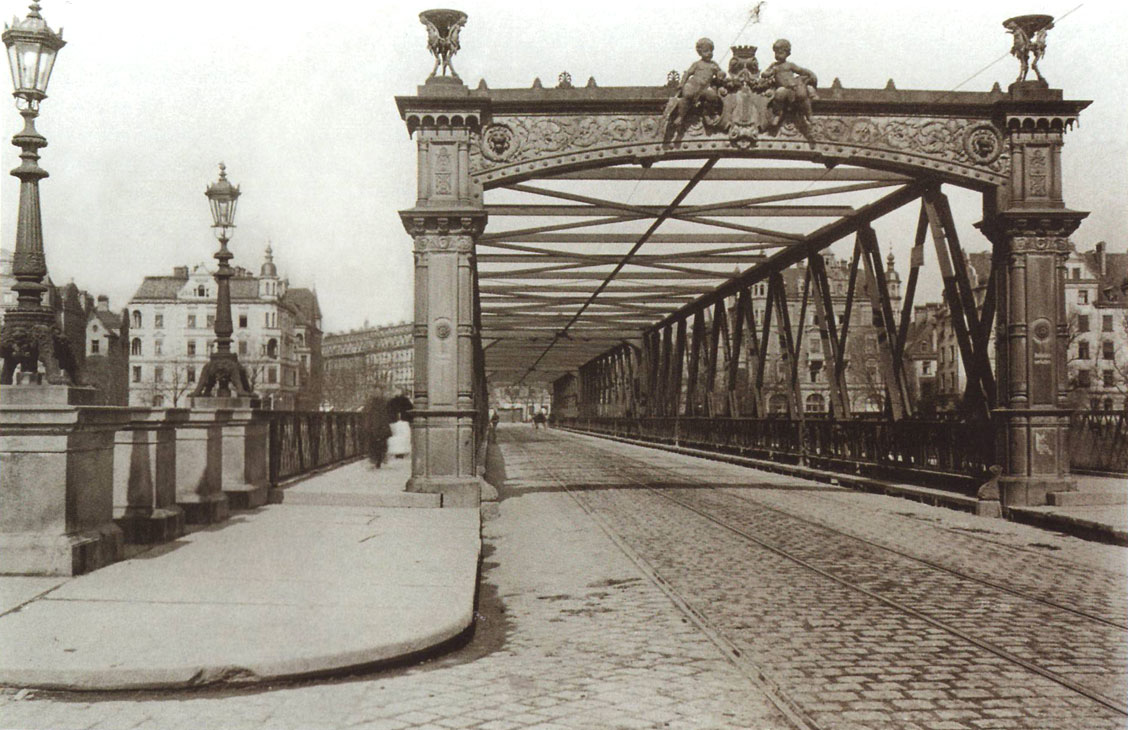
Wittelsbacherbrücke 1900

Im Rahmen des Baus der Münchner Prachtstraßen Maximilianstraße und Prinzregentenstraße als Ausfallstraßen nach Osten entstanden 1859–65 die Maximiliansbrücke als Steinbrücke und 1891 die Luitpoldbrücke als Dreigelenkbogen-Eisenbrücke. Für das neue Verkehrsmittel Eisenbahn wurden 1850–57 die Großhesseloher Brücke und 1869–71 die Braunauer Eisenbahnbrücke als Eisenfachwerkbrücken errichtet. Auch die 1874–76 zur besseren Anbindung des 1854 eingemeindeten Stadtteils Giesing an die Altstadt erbaute Wittelsbacherbrücke und die 1876 anstelle der 1873 bei einem Hochwasser eingestürzten Holzbrücke bei Bogenhausen neu errichtete Brücke waren Eisenfachwerkbrücken. Über das breite Gleisfeld des Bahnhofs München (heute Hauptbahnhof) entstand 1870 die Herbststraßenbrücke, die jedoch aufgrund des gewachsenen Verkehrsaufkommens bereits 1891/92 durch eine neue Brücke ersetzt werden musste, die heutige Hackerbrücke, die als Eisenfachwerkbogenbrücke mit aufgehängter Fahrbahn errichtet wurde. Die alte Herbststraßenbrücke wurde weiter stadtauswärts an der Stelle der heutigen Donnersbergerbrücke wiederaufgebaut. 1891/92 wurde die innere Ludwigsbrücke durch einen Neubau ersetzt. Die 1892 errichtete Ludwig-Ferdinand-Brücke über den Nymphenburger Kanal war die erste Bogenbrücke, bei der Eisenbeton als Baumaterial verwendet wurde. Ende des 19. Jahrhunderts wurden auch die ersten reinen Fußgängerbrücken errichtet: Mariannenbrücke (1888) und Kabelsteg (1898) als Verbindung zur Praterinsel, der Wehrsteg (1888) als Verbindung zwischen den beiden Isarinseln und der Flauchersteg (1890) über die Isar im Süden.

### Erste Hälfte des 20. Jahrhunderts
Bei einem Jahrhunderthochwasser im Jahre 1899 wurden die Luitpoldbrücke und die mittlerweile Max-Joseph-Brücke genannte Bogenhausener Brücke zerstört, diesmal kamen jedoch keine Menschen ums Leben. Als erstes wurde 1901 die Luitpoldbrücke wiederaufgebaut, die Finanzierung übernahm wie schon beim ursprünglichen Bau Prinzregent Luitpold. Die Bogenhausener Brücke wurde zunächst durch eine Notbrücke ersetzt. Anschließend beschloss die Stadtverwaltung ein großes Brückenbauprogramm, dem ein Angebot des Unternehmens Sager & Woerner zugrunde lag, das bereits die Luitpoldbrücke wiederaufgebaut hatte. Es sah den Neubau von fünf Isarbrücken und die Umsetzung der alten Wittelsbacherbrücke nach Thalkirchen vor, dem bei der Eingemeindung 1900 eine eigene Brücke zugesichert worden war. Da für die neuen Brücken dieselben Lehrgerüste wiederverwendet werden konnten und dieselbe Notbrücke nacheinander an verschiedenen Stellen der Stadt aufgebaut werden konnte, waren die Kosten beträchtlich geringer als bei separaten Einzelprojekten. Als erstes wurde 1902 die Max-Joseph-Brücke wiederaufgebaut. 1903 folgten die Corneliusbrücke, eine neue Verbindung zwischen Isarvorstadt und Au, und der Neubau der Reichenbachbrücke. Dabei wurde die alte Holzbrücke, die völlig unerwartet das Hochwasser von 1899 überstanden hatte, auf Schienen seitlich versetzt und diente während des Baus der neuen Brücke als Notbrücke. Entgegen der ursprünglichen Planung wurde 1903/04 bei Thalkirchen eine Holzbrücke auf betonummantelten Stahlpfosten errichtet. Das diente einerseits dem besseren Erhalt des Landschaftsbilds, für den eine Bürgerinitiative eingetreten war, andererseits blieb die Stadt dadurch flexibler bei den im Süden Münchens geplanten Wasserbauten, z. B. des Isar-Werkkanals und des Wasserkraftwerks Isarwerk 1. Die alte Wittelsbacherbrücke wurde stattdessen 1904 an die Stelle der heutigen Brudermühlbrücke versetzt, wodurch auch der Stadtteil Sendling einen Isarübergang nach Giesing erhielt. 1904/05 wurden die Wittelsbacherbrücke und die äußere Maximiliansbrücke neu gebaut. Die innere Maximiliansbrücke war noch in Ordnung und wurde lediglich verbreitert.
Um die auf der Isarhochterrasse gelegene obere Au besser an die Stadt anzuschließen, wurde 1901 die Gebsattelstraße in Verlängerung der geplanten Corneliusbrücke angelegt. Da an der oberen Hangkante entlang bereits die für den Verkehr wichtige Hochstraße verlief, die nicht unterbrochen werden sollte, wurde für die Gebsattelstraße ein tiefer Einschnitt in die Hangkante gegraben und die Hochstraße mit der 1901/02 errichtete Gebsattelbrücke über diesen Einschnitt hinweggeführt. 1900 beschlossen die Gemeinden Freimann, Unterföhring und Oberföhring, gemeinsam den Bau einer Brücke zu finanzieren. 1902/03 entstand die Leinthalerbrücke an der Grenze zwischen Ober- und Unterföhring, 1907 wurde direkt daneben die Föhringer Eisenbahnbrücke errichtet.
In den folgenden Jahren wurden viele Stadtbäche überwölbt und mit Straßen überbaut, so entstand z. B. die Sparkassenstraße über dem Pfisterbach. Dadurch verschwanden viele frühere Brücken oder waren nicht mehr als Brücken im Stadtbild zu erkennen. Auch der Auer Mühlbach wurde streckenweise eingewölbt und überbaut. Im Ersten Weltkrieg und zur Zeit der Inflation waren keine größeren Brückenbauten möglich. Auch nach dem wirtschaftlichen Aufschwung der 1920er Jahre standen andere Projekte wie der Bau neuer Siedlungen zur Linderung des Wohnungsmangels und der Bau neuer Kraftwerke (zum Beispiel Isarwerk 2, Isarwerk 3) zur Energieversorgung im Vordergrund. Lediglich kleinere Umbauten bestehender Brücken wurden durchgeführt wie das Ersetzen der als Holzbrücke errichteten Bosch-, Zenneck- und Mariannenbrücke durch Balkenbrücken aus Stahlbetonplatten.
Größere Brückenbauten wurden erst wieder in den 1930er Jahren durchgeführt. Ein Neubau der Donnersbergerbrücke war zwar schon 1926 geplant worden, da die alte Brücke nur eine Breite von 5,40 m hatte und somit einen Engpass für die 17 m breite Straße darstellte. Der Neubau wurde aber erst von den Nationalsozialisten verwirklicht, wobei das Projekt ihrer Vorliebe nach repräsentativen Bauten und publikumswirksamen Arbeitsbeschaffungsmaßnahmen entgegenkam. 1934/35 entstand die neue Brücke mit einer Breite von 24,50 m und einer Länge von 230 m. Ein weiteres Großprojekt der Nationalsozialisten war die Reichsautobahn nach Salzburg. Die Rosenheimer Straße wurde als Autobahnzubringer ausgebaut, und für die Verkehrssteigerung mussten auch die beiden Ludwigsbrücken neu gebaut werden. Die neuen Brücken entstanden 1934/35, die Große Isar wurde jetzt von einem einzigen Bogen überspannt statt wie früher von drei, die äußere Ludwigsbrücke hatte zwei Bögen. Dabei wurde erstmals in München die Technik des Melanbogens verwendet.

### Nach dem Zweiten Weltkrieg
Die meisten Isarbrücken waren während des Zweiten Weltkriegs nur leicht beschädigt worden und konnten weiter benutzt werden. Lediglich die Thalkirchner Brücke und die Brudermühlbrücke hatten schwerere Treffer erhalten, der westliche Teil der Leinthalerbrücke war 1945 gesprengt worden. Stärker betroffen waren die Brücken über diejenigen Eisenbahnstrecken, die Hauptziele für Bombenangriffe waren. Bei der Hackerbrücke stürzte ein ganzes Feld ein, bei der Donnersbergerbrücke waren vor allem die nördlichen Felder stark beschädigt. Auch die Überbrückung der Stadtbäche war an vielen Stellen zerstört, ganze Straßenzüge wurden dadurch unpassierbar. Da zunächst der Wohnungsbau und die Reparatur zerstörter Straßen im Vordergrund stand, wurden die Lücken in den Brücken erst einmal nur provisorische mit Fußgängerstegen geschlossen, so 1947 die Hackerbrücke und 1948 die Brudermühlbrücke. Beide Brücken wurden erst 1953 wieder für den Straßenverkehr geöffnet.
Für die ab den frühen 1950er Jahren geplanten Tangentialstraßen, die den Durchgangsverkehr um die Innenstadt herumführen sollten, wurden neue Brücken errichtet und bestehende ausgebaut. So wurde für den Übergang des Mittleren Rings über die Isar im Süden die Brudermühlbrücke verbreitert und im Norden die John-F.-Kennedy-Brücke neu gebaut. Auch die Donnersbergerbrücke wurde verbreitert. Für den geplanten Äußeren Ring, der jedoch nur teilweise verwirklicht wurde, wurde 1960 die Herzog-Heinrich-Brücke als dritte Brücke parallel zu der Leinthalerbrücke und der Föhringer Eisenbahnbrücke errichtet, für den Autobahnring der A99 1972–1974 die Isarbrücke Unterföhring. Das jüngste große Brückenprojekt Münchens ist die 2007 begonnene Erneuerung der Hochbrücke Freimann, die die Bundesautobahn 9 über eine Straßenkreuzung und Bahngleise hinwegführt.

## Brücken (Auswahl)
Bei den über 1000 Brücken, die es in München gibt, kann hier nur eine Auswahl der wichtigsten Brücken wiedergegeben werden. Diese Auswahl orientiert sich an dem unter Literatur genannten Standardwerk Geschichte der Münchner Brücken von Christine Rädlinger. Dabei werden hier jedoch mit Ausnahme von vier historisch besonders wichtigen Brücken nur die Brücken berücksichtigt, die heute noch bestehen und als solche erkennbar sind, also z. B. keine Brücken über mittlerweile zugeschüttete Stadtbäche, die heute nur als normale Straße sichtbar sind. Zusätzlich aufgenommen wurden die Candidbrücke und die Isarbrücke Unterföhring wegen ihrer besonderen Verkehrsbedeutung für den Mittleren Ring bzw. den Autobahnring.
Erklärung:
- Name / Lage = Bezeichnung der Brücke und Geokoordinaten
- Funktion = wie die Brücke genutzt wird und was über die Brücke führt, siehe Brücke#Funktion
- überbrückt = worüber die Brücke führt (Fluss, Straße, Bahn usw.)
- Bauzeit = Errichtung in der heutigen Form, evtl. frühere Brücken an der Stelle sind unter Anmerkungen vermerkt.
- Konstruktion = Form und Konstruktion der Brücke, siehe Brücke#Form und Konstruktion
- Material = Material der Brücke, siehe Brücke#Material
- max. Weite = Stützweite des längsten Teilabschnitts zwischen zwei Auflagern in Meter
- Länge = Gesamtlänge der Brücke in Meter
- Breite = Gesamtbreite der Brücke in Meter

| Bild | Name / Lage                                              | Funktion                                            | überbrückt                                                  | Bauzeit           | Konstruktion                          | Material          | max. Weite | Länge  | Breite        | Anmerkungen                                                                           |
| ---- | -------------------------------------------------------- | --------------------------------------------------- | ----------------------------------------------------------- | ----------------- | ------------------------------------- | ----------------- | ---------- | ------ | ------------- | ------------------------------------------------------------------------------------- |
|      | Abrechen (Standort)                                      | Auffanggitter für Triftholz                         | Isar (Große Isar)                                           | 1582–87           | Balkenbrücke                          | Holz              |            |        |               | Neubau 1814/15, Abbruch 1870                                                          |
|      | Bavariabrücke, Lipowsky-Brücke (Standort)                | Straßenbrücke                                       | Bahnstrecken München–Rosenheim und München-Laim–München Süd | 1964              | Balkenbrücke                          | Spannbeton        |            | 33,00  | 20,00         |                                                                                       |
|      | Boschbrücke, Innere Erhardtbrücke (Standort)             | Straßenbrücke                                       | Isar (Große Isar)                                           | 1925              | Balkenbrücke                          | Betonplatten      | 16,20      | 46,84  | 8,97          | führt vom Westufer zur Museumsinsel                                                   |
|      | Braunauer Eisenbahnbrücke (Standort)                     | Eisenbahnbrücke, Bahnstrecke München–Rosenheim      | Isar, Großer Stadtbach                                      | 1869–71           | Fachwerkbrücke, Balkenbrücke          | Stahl             | 48,40      | 150,44 | 16,00         |                                                                                       |
|      | Brudermühlbrücke (Standort)                              | Straßenbrücke, Brudermühlstraße (Mittlerer Ring)    | Isar                                                        | 1953              | Balkenbrücke                          | Spannbeton        | 46,30      | 138,00 | 16,00         |                                                                                       |
|      | Brudermühlsteg (Standort)                                | Straßenbrücke, Brudermühlstraße (Mittlerer Ring)    | Großer Stadtbach                                            | 1989              | Balkenbrücke                          |                   |            |        |               | führt zum Flaucher                                                                    |
|      | Candidbrücke (Standort)                                  | Straßenbrücke, Candidstraße (Mittlerer Ring)        | Auer Mühlbach, Candidplatz                                  | 1967–1969         | Balkenbrücke                          |                   |            |        |               | führt zum Candidtunnel, Schallschutzwand ist mit einer Photovoltaikanlage versehen    |
|      | Corneliusbrücke (Standort)                               | Straßenbrücke                                       | Isar                                                        | 1903              | Bogenbrücke                           | Beton, Stein      | 44,00      | 150,00 | 18,00         |                                                                                       |
|      | Donnersbergerbrücke (Standort)                           | Straßenbrücke, Mittlerer Ring                       | Gleisfeld des Hauptbahnhofs                                 | 1972              | Balkenbrücke                          | Stahlbeton        |            | 864,44 | 47,00         |                                                                                       |
|      | Eisbachbrücke (Standort)                                 | Straßenbrücke, Prinzregentenstraße                  | Eisbach                                                     | 1890              | Bogenbrücke                           | Ziegel, Beton     | 4,90       |        |               | Baudenkmal                                                                            |
|      | Fischerbrücke (Standort)                                 | Fußgängerbrücke                                     | Auer Mühlbach                                               | 1955              | Balkenbrücke                          | Stahlbeton        |            |        |               |                                                                                       |
|      | Flauchersteg (Standort)                                  | Fußgängerbrücke                                     | Isar                                                        | 1890 / 2001       | Balkenbrücke                          | Stahl, Holzbohlen | 14,50      | 340,50 | 4,00          | errichtet über dem Isarwehr der Thalkirchner Überfälle                                |
|      | Föhringer Eisenbahnbrücke (Standort)                     | Eisenbahnbrücke, Münchner Nordring                  | Isar, Mittlere-Isar-Kanal                                   | 1907 / 1940       | Balkenbrücke                          | Stahl             | 40,80      | 139    | 9,50          |                                                                                       |
|      | Friedenheimer Brücke (Nordteil) (Standort)               | Straßenbrücke                                       | Gleisfeld des Hauptbahnhofs                                 | 1983              | Balkenbrücke                          | Spannbeton        | 47,58      | 132,29 | 22,34         |                                                                                       |
|      | Friedenheimer Brücke (Südteil) (Standort)                | Straßenbrücke                                       | Bahnstrecke München-Laim–München Süd und Sendlinger Spange  | 1983              | Balkenbrücke                          | Spannbeton        | 32,46      | 65,47  | 22,34         |                                                                                       |
|      | Fußgängerbrücke über die Schenkendorfstraße (Standort)   | Fußgänger- und Radfahrerbrücke                      | Schenkendorfstraße                                          | 1985              | Hängebrücke                           | Stahl             |            | 70     | 3,76          | Maße ohne Seilverankerungen                                                           |
|      | Ganghoferbrücke (Standort)                               | Straßenbrücke                                       | Bahnstrecken München–Rosenheim und München-Laim–München Süd | 1893              | Balkenbrücke                          | Stahl, Beton      | 9,25       | 18,50  | 16,12         |                                                                                       |
|      | Gebsattelbrücke (Standort)                               | Straßenbrücke, Hochstraße                           | Gebsattelstraße                                             | 1901              | Bogenbrücke                           | Stahlbeton        |            | 18,00  | 13,40         | Baudenkmal                                                                            |
|      | Gerner Brücke (Standort)                                 | Straßenbrücke, heute Fußgängerbrücke                | Nymphenburger Kanal                                         | 1897              | Bogenbrücke                           | Eisenbeton        | 16,00      | 29,00  | 10,00         | Baudenkmal                                                                            |
|      | Geyerbrücke (Standort)                                   | Straßenbrücke                                       | Großer Stadtbach, Fuß- & Radweg                             | 1902              | Bogenbrücke                           |                   | 10,00      | 21,26  | 22,63         |                                                                                       |
|      | Großhesseloher Brücke (Standort)                         | Eisenbahnbrücke, Bahnstrecke München–Lenggries      | Isar, Isar-Werkkanal                                        | 1985              | Fachwerkbrücke                        | Stahlbeton        | 65,00      | 209,00 | 10,62         | Vorgängerbau 1857 als erste große Eisenbahnbrücke Deutschlands errichtet              |
|      | Grüne Brücke (Standort)                                  | Fußgängerbrücke                                     | Garmischer Straße                                           | 1981              | Bogenbrücke                           | Spannbeton        |            | 60,00  | 13,25         | verbindet die beiden Teile des Westparks                                              |
|      | Gunezrainerbrücke (Standort)                             | Fußgängerbrücke                                     | Schwabinger Bach                                            | 1906              | Bogenbrücke                           | Stahlbeton        | 12,00      | 20,00  | 12,00         | führt in den Englischen Garten                                                        |
|      | Hackerbrücke, Herbststraßenbrücke (Standort)             | Straßenbrücke                                       | Gleisfeld des Hauptbahnhofs                                 | 1892              | Bogenbrücke (Bogen über der Fahrbahn) | Eisen             | 28,50      | 212,30 | 14,80         |                                                                                       |
|      | Haimonbrücke, Postwegbrücke (Standort)                   | Fußgängerbrücke                                     | Mittlere-Isar-Kanal                                         | 1924              | Bogenbrücke                           | Stahlbeton        | 25,75      | 25,75  | 7,00          |                                                                                       |
|      | Hanns-Braun-Brücke (Standort)                            | Fußgängerbrücke                                     | Georg-Brauchle-Ring                                         | 1971              | Balkenbrücke                          | Spannbeton        | 49,04      | 94,04  | 20,80 – 39,00 | Verbindet nördlichen und südlichen Teil des Olympiaparks                              |
|      | Herzog-Heinrich-Brücke (Standort)                        | Straßenbrücke, Föhringer Ring                       | Isar, Mittlere-Isar-Kanal                                   | 1960              | Balkenbrücke                          | Stahl, Beton      | 56,00      | 155,50 | 14,25         |                                                                                       |
|      | Hochbrücke (Standort)                                    | Straßenbrücke                                       | (Kalten- bzw. Katzenbach)                                   | 1395              | Bogenbrücke                           | Stein             |            |        |               | 1322 erstmals erwähnt, 1395 gewölbt, 1860 Neubau als Holzbrücke, Abbruch Anf. 20. Jh. |
|      | Hochbrücke Freimann, Tatzelwurm (Standort)               | Straßenbrücke, Bundesautobahn 9                     | Frankfurter Ring, U 6, Münchner Nordring                    | 1960              | Balkenbrücke                          |                   |            |        |               | Neubau seit 2007                                                                      |
|      | Isarbrücke Unterföhring (Standort)                       | Straßenbrücke, Bundesautobahn 99                    | Isar                                                        | 1972 bis 1974     | Balkenbrücke                          |                   |            |        |               |                                                                                       |
|      | Isarsteg Unterföhring (Standort)                         | Fußgänger- und Radfahrerbrücke                      | Isar                                                        |                   |                                       |                   |            |        |               | führt von der Oberen Isarau zum Poschinger Weiher                                     |
|      | John-F.-Kennedy-Brücke (Standort)                        | Straßenbrücke, Isarring (Mittlerer Ring)            | Isar, Eisbach                                               | 1962              | Balkenbrücke                          | Spannbeton        | 68,00      | 131,00 | 24,50         |                                                                                       |
|      | Kabelsteg (Standort)                                     | Fußgängerbrücke                                     | Isar (Kleine Isar)                                          | 1898              | Bogenbrücke                           | Eisenbeton        | 37,00      | 76,50  | 4,00          | führt von der Praterinsel zum Ostufer, trug früher Kabelstränge vom Muffatwerk        |
|      | Kegelhofbrücke (Standort)                                | Straßenbrücke                                       | Auer Mühlbach                                               | 1955              | Balkenbrücke                          | Stahlbeton        |            | 10,50  | 3,50          | unter der Brücke vereinigt sich der Kegelhofbach wieder mit dem Auer Mühlbach         |
|      | Kettenbrücke Neuperlach (Standort)                       | Fußgängerbrücke                                     | Ständlerstraße                                              | 1990 – 1992       | Kettenbrücke                          | Stahl             | 19,00      | 111,00 | 4,20          | seltene moderne Kettenbrücke                                                          |
|      | Kommunesteg (Standort)                                   | Fußgängerbrücke                                     | Auer Mühlbach                                               | 1983              | Balkenbrücke                          |                   |            | 8,50   | 4,00          |                                                                                       |
|      | Korsobrücke (Standort)                                   | Straßenbrücke                                       | Mittlere-Isar-Kanal                                         | 1924              | Bogenbrücke                           | Stahlbeton        | 24,25      | 24,25  | 11,00         |                                                                                       |
|      | Laimbrücke (Standort)                                    | Straßenbrücke                                       | Laimbach (Stadthammer-schmiedbach)                          | 1322              | Bogenbrücke                           | Stein             |            |        |               | 1322 erstmals genannt, 1562 gewölbt, Abbruch 19. Jh.                                  |
|      | Landsberger Straßenbrücke (Standort)                     | Straßenbrücke                                       | Bahnstrecke München-Laim–München Süd und Sendlinger Spange  | 1951              | Balkenbrücke                          | Stahlbeton        | 10,13      | 20,26  | 58,00         |                                                                                       |
|      | Leinthalerbrücke (Standort)                              | Straßenbrücke, Leinthalerstraße                     | Isar, Mittlere-Isar-Kanal                                   | 1982              | Balkenbrücke                          | Spannbeton        | 33,43      | 99,42  | 8,75          |                                                                                       |
|      | Ludwig-Ferdinand-Brücke (Standort)                       | Straßenbrücke                                       | Nymphenburger Kanal                                         | 1956              | Bogenbrücke                           | Stahlbeton        | 17,30      | 27,00  | 31,93         | Baudenkmal, erste Eisenbeton-Bogenbrücke Münchens                                     |
|      | Äußere Ludwigsbrücke (Standort)                          | Straßenbrücke                                       | Isar (Kleine Isar)                                          | 1935              | Bogenbrücke                           | Stahlbeton        | 32,83      | 71,00  | 29,00         | Baudenkmal, führt von der Museumsinsel zum Ostufer                                    |
|      | Innere Ludwigsbrücke (Standort)                          | Straßenbrücke                                       | Isar (Große Isar)                                           | 1935              | Bogenbrücke                           | Stahlbeton        | 64,00      | 43,00  | 29,00         | Baudenkmal, führt vom Westufer zur Museumsinsel                                       |
|      | Luitpoldbrücke, Prinzregentenbrücke (Standort)           | Straßenbrücke, Prinzregentenstraße                  | Isar                                                        | 1902              | Bogenbrücke                           | Stein             |            | 63,00  | 17,20         |                                                                                       |
|      | Mariannenbrücke (Standort)                               | Fußgängerbrücke                                     | Isar (Große Isar)                                           | 1929              | Balkenbrücke                          | Eisenbeton        | 15,00      | 38,30  | 6,00          | führt vom Westufer zur Praterinsel                                                    |
|      | Marienklausensteg (Standort)                             | Fußgängerbrücke                                     | Isar, Isar-Werkkanal                                        | 1997              | Balkenbrücke                          | Stahlbeton, Stahl | 21,67      | 129,00 | 4,15          |                                                                                       |
|      | Martiusbrücke (Standort)                                 | Straßenbrücke                                       | Schwabinger Bach                                            | 1979              | Balkenbrücke                          | Stahlbeton        |            | 12,60  | 10,84         |                                                                                       |
|      | Äußere Maximiliansbrücke (Standort)                      | Straßenbrücke, Maximilianstraße                     | Isar (Kleine Isar)                                          | 1904/05           | Bogenbrücke                           | Muschelkalkstein  | 45,87      | 96,20  | 22,00         | Baudenkmal, führt von der Praterinsel zum Ostufer                                     |
|      | Innere Maximiliansbrücke (Standort)                      | Straßenbrücke, Maximilianstraße                     | Isar (Große Isar)                                           | 1904/05           | Bogenbrücke                           | Beton, Ziegel     | 13,89      | 42,14  | 22,00         | Baudenkmal, führt vom Westufer zur Praterinsel                                        |
|      | Max-Joseph-Brücke, Bogenhausener Brücke (Standort)       | Straßenbrücke                                       | Isar                                                        | 1901/02           | Bogenbrücke                           | Stahlbeton        |            | 64,00  | 18,10         | Vorgängerbau 1804 als zweite Isarbrücke Münchens errichtet                            |
|      | Praterwehrbrücke (Standort)                              | Straßenbrücke                                       | Isar (Große Isar)                                           | 1966              | Balkenbrücke                          | Stahlbeton        | 8,35       | 40,20  | 7,18          | führt vom Westufer zur Praterinsel                                                    |
|      | Reichenbachbrücke (Standort)                             | Straßenbrücke                                       | Isar                                                        | 1902              | Bogenbrücke                           | Stampfbeton       | 44,00      | 134,60 | 24,00         | Vorgängerbau 1832 als dritte Isarbrücke Münchens errichtet                            |
|      | Röhrenbrücke (Standort)                                  | Wasserleitungsbrücke                                | Isar (Kleine Isar)                                          | zw. 1599 und 1632 | Balkenbrücke                          | Holz              |            |        |               | Wasserleitung zur Praterinsel, Fortsetzung über den Abrechen, Abbruch 1873            |
|      | Schenkendorfbrücke (Standort)                            | Straßenbahnbrücke, Fußgängerbrücke, Radfahrerbrücke | Mittlerer Ring                                              | 2009              | Schrägseilbrücke                      | Stahl             | 84,00      |        | 7,40 + 4,50   | Zwei getrennte Fahrbahnträger an einem Mast                                           |
|      | Schinderbrücke, Abdeckerbrücke (Standort)                | Fußgängerbrücke                                     | Großer Stadtbach                                            | 1978              | Balkenbrücke                          | Stahlbeton        | 12,00      | 35,00  | 6,00          | führt zum Flaucher                                                                    |
|      | Schmederersteg (Standort)                                | Fußgängerbrücke                                     | Bahnstrecke München–Rosenheim                               | 1869              | Fachwerkbrücke                        | Eisen             | 10,21      | 30,63  | 2,36          | Baudenkmal                                                                            |
|      | St.-Emmeram-Brücke (Standort)                            | Fußgängerbrücke                                     | Isar                                                        | 2004              | Fachwerkbrücke mit Überdachung        | Holz, Stahl       | 34,00      | 96,00  | 3,50          | in der Nähe lag die von Heinrich dem Löwen zerstörte Föhringer Isarbrücke             |
|      | Stauwehr Oberföhring (Standort)                          | Fußgängerbrücke                                     | Isar                                                        | 1924              | Bogenbrücke                           | Stahlbeton        | 17,00      | 78,50  |               |                                                                                       |
|      | Thalkirchner Brücke (Standort)                           | Straßenbrücke                                       | Isar, Isar-Werkkanal                                        | 1991              | Fachwerkbrücke                        | Stahlbeton, Holz  | 13,40      | 183,12 | 12,50         | 1993 bei einem Brand schwer beschädigt, bis 1994 wieder aufgebaut                     |
|      | Thomassteg (Standort)                                    | Fußgängerbrücke                                     | Großer Stadtbach                                            | 1900              | Fachwerkbrücke                        | Stahl             |            | 16,80  | 1,87          | Baudenkmal, führt zum Flaucher                                                        |
|      | Tivolibrücke (Standort)                                  | Straßenbrücke, Tivolistraße                         | Eisbach                                                     | 1978              | Bogenbrücke                           | Stahlbeton        | 8,50       | 17,00  | 27,30         | als Tivolibrücke wird auch die Max-Joseph-Brücke bezeichnet                           |
|      | Totensteg (Standort)                                     | Fußgängerbrücke                                     | Westermühlbach                                              | 1972              | Balkenbrücke                          | Holz              |            | 6,50   | 2,60          | führte schon im 16. Jahrhundert zum Südfriedhof                                       |
|      | Wehrsteg (Standort)                                      | Fußgängerbrücke                                     | Isar                                                        | 1966              | Balkenbrücke                          |                   |            |        |               | verbindet Praterinsel und Museumsinsel                                                |
|      | Weiße Brücke, Auen- oder Biedersteiner Brücke (Standort) | Straßenbrücke, Isarring (Mittlerer Ring)            | Schwabinger Bach                                            | 1950/51           |                                       |                   |            |        |               |                                                                                       |
|      | Winkelbrücke (Standort)                                  | Straßenbrücke                                       | Auer Mühlbach                                               |                   | Balkenbrücke                          |                   |            |        |               |                                                                                       |
|      | Wittelsbacherbrücke (Standort)                           | Straßenbrücke                                       | Isar                                                        | 1905              | Bogenbrücke                           | Beton             | 44,00      | 138,10 | 20,00         |                                                                                       |
|      | Zenneckbrücke, Äußere Erhardtbrücke (Standort)           | Straßenbrücke                                       | Isar (Kleine Isar)                                          | 1925              | Balkenbrücke                          | Betonplatten      | 14,50      | 66,84  | 8,97          | Baudenkmal, führt von der Museumsinsel zum Ostufer                                    |